# Tobias (futebolista)
José Benedito Tobias (Agudos, 13 de maio de 1949 – 13 de julho de 2024) foi um futebolista brasileiro que atuava como goleiro.

## Vida
Nascido em Agudos, foi morar em Piracicaba na infância, onde jogou basquete no XV de Piracicaba. Com 12 anos, retornou para Agudos e jogou no time amador da Cervejaria Brahma. Em 1963, com 14 anos, chegou às categorias de base do Noroeste, onde se profissionalizou em 1976.
Jogou pelo Guarani entre 1968 a 1974. Sua estreia aconteceu em amistoso contra o Saad, na derrota por 2 a 1, em 20 de abril de 1969. Depois disso, se firmou na meta até o segundo semestre de 1971, quando foi emprestado ao Sport Recife. Em Pernambuco recebeu o apelido de "Gatão". No retorno, ano seguinte, ficou mais duas temporadas no Guarani, porém na última revezando-se várias vezes com o goleiro Sérgio Gomes.
Chegou ao Corinthians em 1975. Sua estreia ocorreu contra o Moto Club, no dia 5 de outubro de 1975, pelo Campeonato Brasileiro daquele ano. Tobias foi um dos heróis do famoso duelo entre Fluminense e Corinthians, válido pela semifinal do Campeonato Brasileiro de 1976. O duelo da chamada "Invasão Corintiana" ao estádio do Maracanã ocorreu no dia 5 de dezembro de 1976 e consagrou o goleiro corintiano na disputa de pênaltis, após empate por 1 a 1 no tempo regulamentar. Tobias pegou dois pênaltis e o Corinthians se classificou para a final daquele nacional.
No dia 13 de outubro de 1977, pouco mais de dez meses depois do duelo no Maracanã, Tobias era um dos titulares da equipe que venceu a Ponte Preta na final do Campeonato Paulista daquele ano, conquista que pôs fim ao jejum de títulos corintianos nesta competição.
Realizou sua última partida em 28 maio de 1978, contra o América-SP. Ao todo, o jogador atuou pelo clube paulista em 125 partidas (68 vitórias, 28 empates e 29 derrotas) e sofreu 95 gols.
Chegou ao Atlético PR em 1978 e foi campeão estadual daquele ano. Em 1979, passou pela AD Leônico, onde foi o maior salário do elenco. Teve ainda passagens por Sport Recife e Fluminense, em 1981. Tobias jogou no Rio Negro do Amazonas em 1982 e foi campeão amazonense no mesmo ano. Em 1982 foi citado no escândalo da Máfia da Loteria Esportiva.
Em 1983, foi goleiro do fantástico na goleada do Flamengo sobre o Rio Negro por 7x1 no Maracanã. Em 2021, foi declarado hospede oficial do Município de Agudos.
Faleceu em 13 de julho de 2024 aos 75 anos, a causa da morte do ex-goleiro ainda não foi divulgada.

## Títulos
Sport Recife
- Campeonato Pernambucano: 1974

Corinthians
- Campeonato Paulista: 1977
- Taça Governador Do Estado SP 1977
- Copa Cidade de São Paulo: 1975
- Copa Da Feira De Hidalgo: 1981

Athletico Paranaense
- Campeonato Paranaense: 1978Referências

1. 1 2  Guilherme, Paulo (24 de julho de 2014). Goleiros: Heróis e Anti-Heróis da Camisa 1. [S.l.]: Alameda Casa Editorial
2. ↑  «Morre aos 75 anos o ex-goleiro Tobias, ídolo do Corinthians nos anos 1970». UOL. 13 de julho de 2024. Consultado em 13 de julho de 2024
3. 1 2 3 4 5 6 7 8 9 10  MARTINEZ, ANDRÉ (17 de dezembro de 2012). Corinthians - O Time do Povo. [S.l.]: La fonte
4. 1 2 3  «Tobias brilhou na meta do Guarani nos anos 70». amp.futebolinterior.com.br. Consultado em 15 de julho de 2023
5. 1 2 3 4  «Tobias - Que fim levou?». Terceiro Tempo. Consultado em 15 de julho de 2023
6. 1 2  «Torcedores do Corinthians são surpreendidos com Ronaldo e Tobias em inauguração de exposição». Terra. Consultado em 15 de julho de 2023
7. ↑  Abril, Editora (15 de abril de 1977). Placar Magazine. [S.l.]: Editora Abril
8. ↑  Abril, Editora (26 de outubro de 1979). Placar Magazine. [S.l.]: Editora Abril
9. ↑  placar.abril.com.br/ Há 40 anos, PLACAR revelou a máfia da loteria esportiva
10. ↑  «Legislação - Declara hospede oficial do Município de Agudos, o Sr. JOSÉ BENEDITO TOBIAS - Prefeitura Municipal de Agudos». www.agudos.sp.gov.br. Consultado em 15 de julho de 2023
11. ↑  «Morre Tobias, goleiro histórico do Corinthians, aos 75 anos». Metrópoles. Consultado em 13 de julho de 2024